# Spar Nord Arena
Navnet Spar Nord Arena dækker over idrætsanlæg, som er sponsoreret af Spar Nord.

## Spar Nord Arena - Atletikhallen i Skive
Atletikhallen er en indendørs opvarmet og isoleret hal, der primært benyttes til atletik og tennis.Hallen rummer den første atletikbane i Danmark med en reglementeret 200 meter rundbane. Hallen har siden 2007 dannet rammerne om de danske mesterskaber i indendørs atletik.

### Info
- Hallens størrelse: 4500 m2.
- Kapacitet: 500 tilskuere ved stævner, og ca. 2000, når hallen udlejes til kommercielle arrangementer.

## Spar Nord Arena - Skive Stadion
Skive Stadion er hjemmebane for Skive IK (fodbold) – Skives fodboldklub, samt Skive AM (atletik).

### Info
- Kapacitet: 10.000, heraf 523 overdækkede siddepladser.
- Tilskuerrekord: 10.000, Skive mod Viborg i 1955.
- Banestørrelse: 105 x 68 m.
- Lysanlæg: 150 lux.

## Spar Nord Arena - Skagen Stadion
Skagen Stadion er hjemmebane for Skagen IK (fodbold) - Skagens fodboldklub.

### Info
- Kapacitet: ca. 5.500 på opvisningsbanen
- Tilskuerrekord: 5.500, Skagen imod Sverige i 1992